# Philadelphia Zoo
Koordinaten: 39° 58′ 28,2″ N, 75° 11′ 44,4″ W
Der Philadelphia Zoo im Centennial District von Philadelphia, Pennsylvania, am Westufer des Schuylkill River, war der erste echte Zoo in den Vereinigten Staaten. Er wurde vom Commonwealth of Pennsylvania am 21. März 1859 ins Leben gerufen (chartered), seine Eröffnung wurde vom Amerikanischen Bürgerkrieg bis zum 1. Juli 1874 verzögert. Der Zoo wurde mit 1.000 Tieren und einem Eintrittspreis von 25 cents eröffnet. Kurzzeitig beherbergte der Zoo auch Tiere, die bei Safaris gefangen wurden und für die Smithsonian Institution gepflegt wurden, bevor diese den National Zoo gebaut hatte.
Der Philadelphia Zoo ist einer der erfolgreichsten Zoos der Welt bei der Nachzucht von Tieren, die in Gefangenschaftshaltung schwer zu vermehren sind. Er ist dauerhaft eingestuft als eine der besten zoologischen Einrichtungen in den Vereinigten Staaten, zusammen mit dem San Diego Zoo und ZooTampa at Lowry Park. Der Zoo arbeitet auch mit zahlreichen Naturschutzorganisation in aller Welt zusammen um die natürlichen Lebensräume der Tiere, die im Zoo gezeigt werden, zu erhalten.
Der Zoo umfasst eine Fläche von 42 acre (17 ha) und beherbergt mehr als 1.700 Tiere. Außerdem verfügt er über einen Streichelzoo, einen Paddelboot-See, ein Karussell, einen Fesselballon und viele interaktive und pädagogische Ausstellungen.

## Geschichte

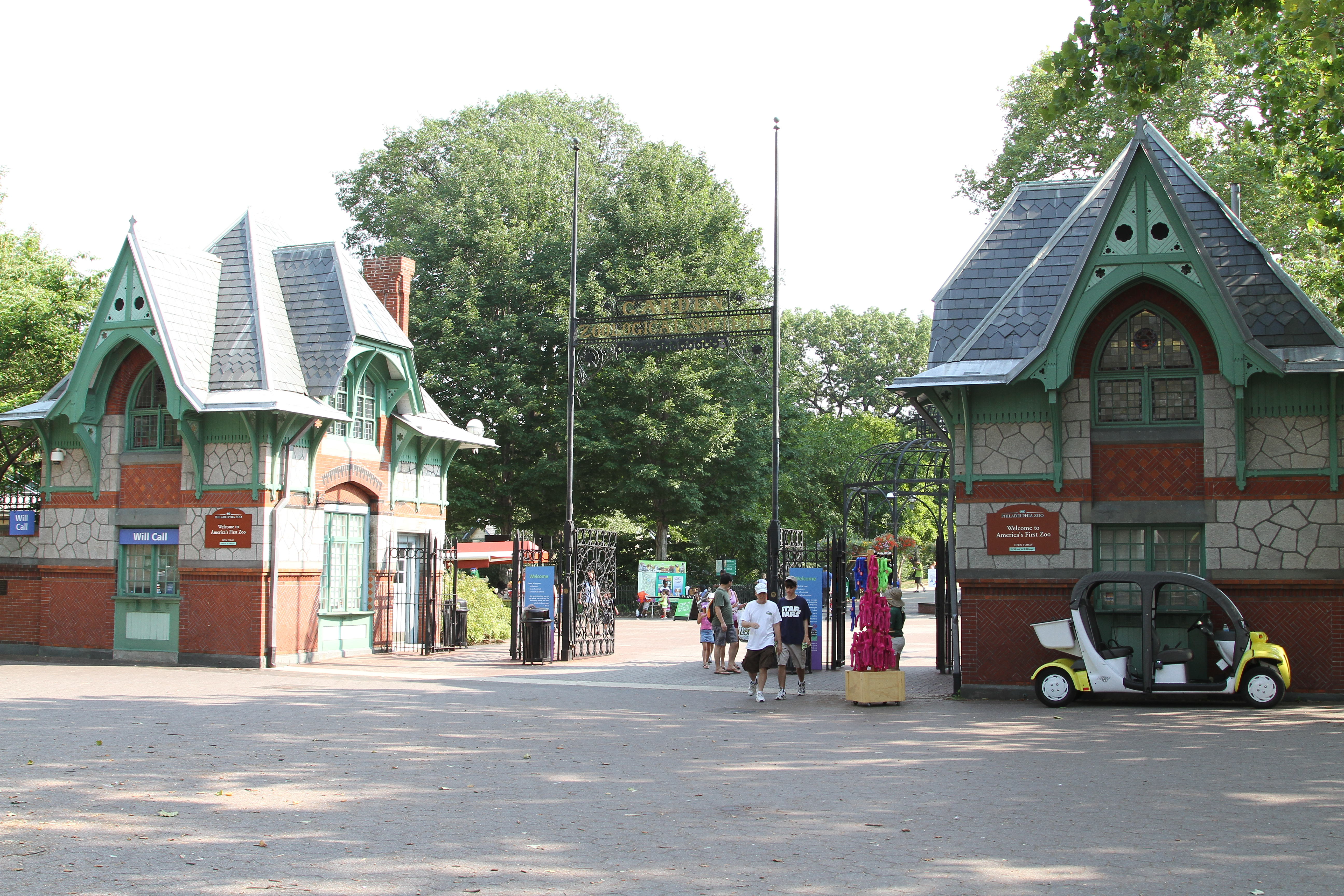
Victorianischer Eingang von Frank Furness.

Als der Philadelphia Zoological Garden seine viktorianischen Tore am 1. Juli 1874 das erste Mal öffnete, kamen 3.000 Besucher, denn es war der einzige Zoo in der Neuen Welt. Der Zoo begann mit verschiedenen Ausstellungskäfigen und 200 Säugetieren, unter anderem Büffeln, Hirschen, Wölfen, Füchsen, Bären, und Affen, sowie 67 Vogelarten und 15 Reptilien. Die Reptilien und Kleinsäuger wurden in The Solitude Mansion (The Solitude) untergebracht, einem Landhaus, welches John Penn 1785 bauen ließ. Ein Carriage House (Remise) wurde am Eingangsbereich für die Pferde der Zoobesucher errichtet. Die Landschaftsgärtnerei und Architektur ahmte die Atmosphäre des Victorian Garden nach, was bis heute im Zoogelände wahrnehmbar ist.

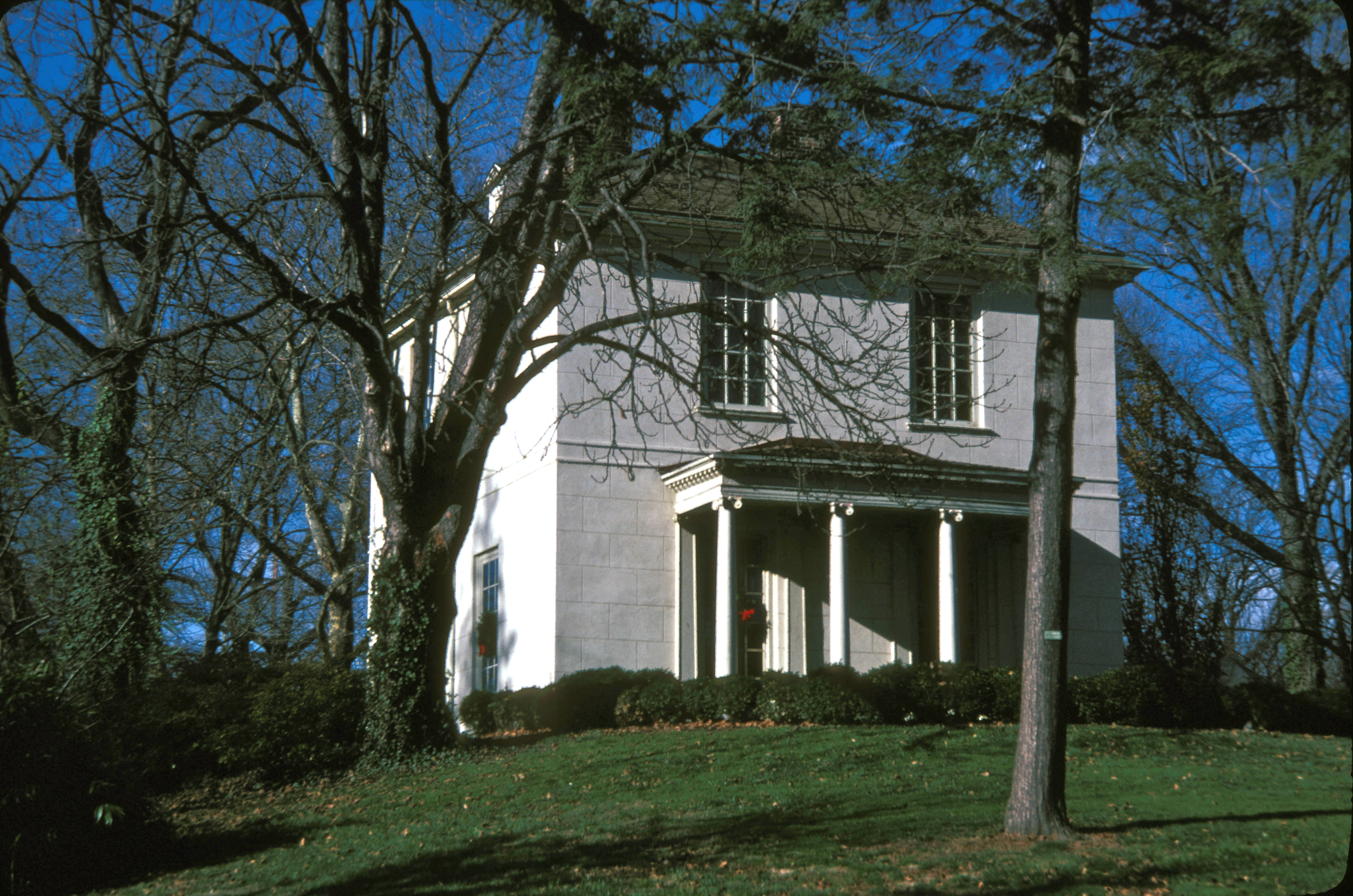
The Solitude Mansion von John Penn, 1785.

Die Centennial Exposition von 1876 wurde in Fairmount Park aufgebaut, nur wenige Blocks vom 33 acre Zoogelände entfernt. Der Präsident Ulysses S. Grant hatte der Ausstellung seine Aufwartung gemacht und besuchte anschließend den Zoo am 23. April. Daraufhin steigerte sich die Besucherzahl auf fast 680.000 in 1876, ein Rekord, der erst 1951 mit fast 858.000 Besuchern eingestellt wurde.

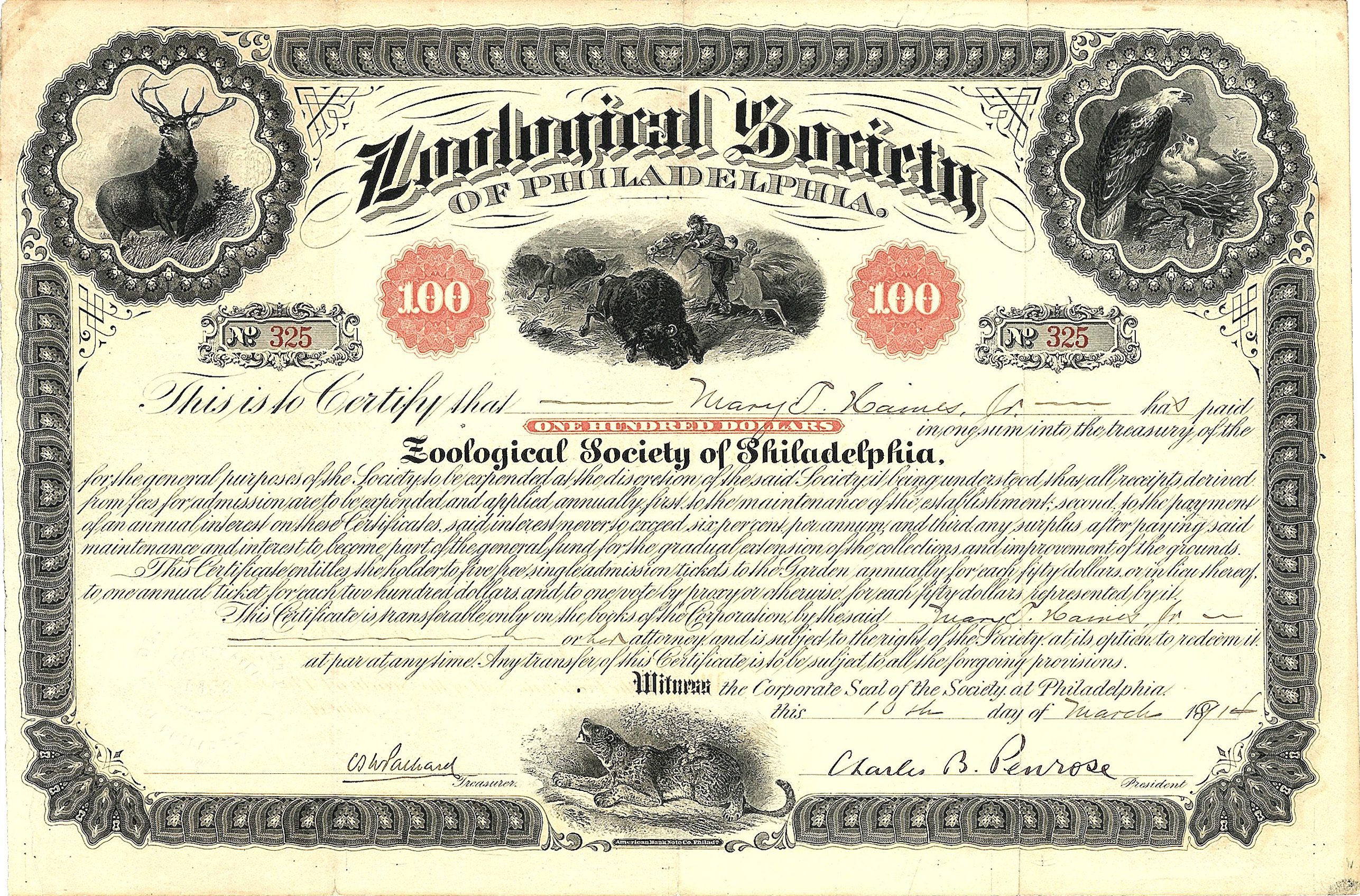
5 % Anleihe über 100 $ der Zoological Society of Philadelphia, ausgegeben am 10. März 1914, im Original unterschrieben von dem Arzt, Zoologen und Naturschützer Charles B. Penrose als Präsident. Das Zertifikat beinhaltete auch freie Eintrittskarten für den Zoo-Besuch.

Das Penrose Research Laboratory wurde 1901 eingerichtet. Das erste Forschungsinstitut für Tierkrankheiten in einem Zoo überhaupt trug viel dazu bei, die Krankheiten der Zootiere zu bekämpfen, die Lebendigkeit und Langlebigkeit zu vermehren. 1901 begann das Labor mit Obduktionen (necropsy) an jedem Tier, welches im Zoo erkrankte und starb. Die Geschichte des Labors begründete die Präventive Medizin und lässt Rückschlüsse auf die Weitsicht von Dr. Charles B. Penrose und Dr. Cortland Y. White, Professoren an der Medical School der University of Pennsylvania, zu.
Der Zoo empfing Besucher, die mit der Eisenbahn anreisten, bereits an der Zoological Garden station an der 34th Street und Girard Avenue ab der Eröffnung der Station 1874 bis zu deren Schließung 1902. Seit 2013 arbeiten die Verantwortlichen des Zoos daran, dass die Station wieder hergestellt und wiedereröffnet wird, um die Besucherzahlen weiter zu steigern und Parkplatzknappheiten an den betriebsamsten Tagen zu vermindern.
Philadelphia Zoo hat ein erfolgreiches Zuchtprogramm entwickelt und kann zahlreiche „firsts“ – Erstnachzuchten – für sich verbuchen, beispielsweise die erste Nachzucht eines Orang-Utans und eines Schimpansen in einem U.S.-Zoos 1928, des ersten Geparden in einem Zoo 1956, die erste erfolgreiche Geburt eines Ameisenigels (Echidna) in Nordamerika 1983, und die erste erfolgreiche Zucht eines Riesenotters in Nordamerika 2004.
Philadelphia Zoo leistete auch Pionierarbeit mit dem ersten Zuchtprogramm für Flamingos unter der Leitung des emeritierten Kurators John A. Griswold. Durch innovative Füttertechniken war der Zoo der erste, der die Pinke und rote Pigmentierung dieser Vögel erhalten konnte; des Weiteren züchtete der Zoo als erster erfolgreich Chileflamingos und Rosaflamingos in Gefangenschaft.

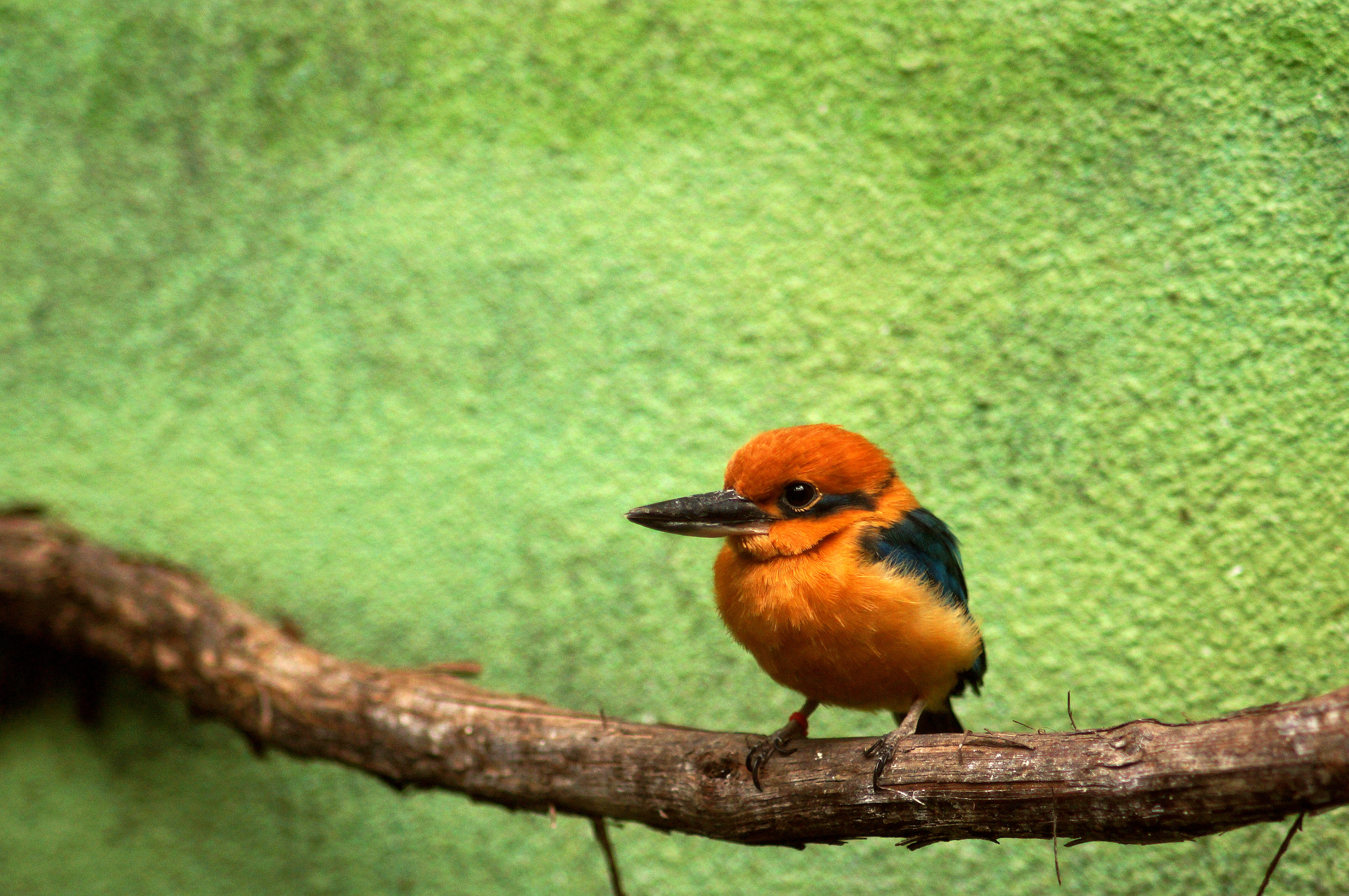
Ein Guam-Liest, 2011.

Ebenfalls die erste verzeichnete von Elterntieren erfolgte Zucht des Guam-Liests erfolgte 1985. Das Zuchtprogramm war begonnen worden, weil in den 1940ern in Guam die Braune Nachtbaumnatter eingeführt worden war. Die Art vermehrte sich rasant und brachte mehrere endemische Vogelarten auf der Insel an den Rand der Ausrottung. 1983 wurde das Guam Bird Rescue Project unter der Führung des Philadelphia Zoo begonnen, um die lokale Unterart des Zimtkopfliests und die Guamralle, zwei einheimische Arten, die noch immer in ausreichender Individuenzahl vorhanden waren zu retten. Der Rettungsplan bestand darin, alle Kingfisher und Rallen in Guam einzufangen, zusammen mit der Ausarbeitung eines Zuchtprogramms in Gefangenschaft. Die Zucht wurde in U.S.-amerikanische Zoos verlegt, bis eine Wiedereinbürgerung möglich erscheint.
Am 24. Dezember 1995 tötete ein Feuer im Gebäude der World of Primates 23 Tiere, unter anderem eine Familie von sechs Westlichen Flachlandgorillas, eine Familie mit drei Orang-Utans, vier Weißhandgibbons, und zehn Lemuren (zwei Varis, sechs Kattas und zwei Mongozmakis). Alle gehörten zu bedrohten Arten. Die Tiere starben im Schlaf an Kohlenstoffmonoxidvergiftungen; keines war verbrannt. Zehn Primaten in einem angebauten Gebäude, dem Discovery House, überlebten. Bis dahin gab es nur in einem kleinen Teil der Zoo-Gebäude Feuermelder, das Primaten-Gebäude, welche 1985 gebaut worden war, gehörte nicht zum überwachten Teil. In den zehn Monaten nach dem Feuer installierte der Zoo Feuermelder in allen Gebäuden.

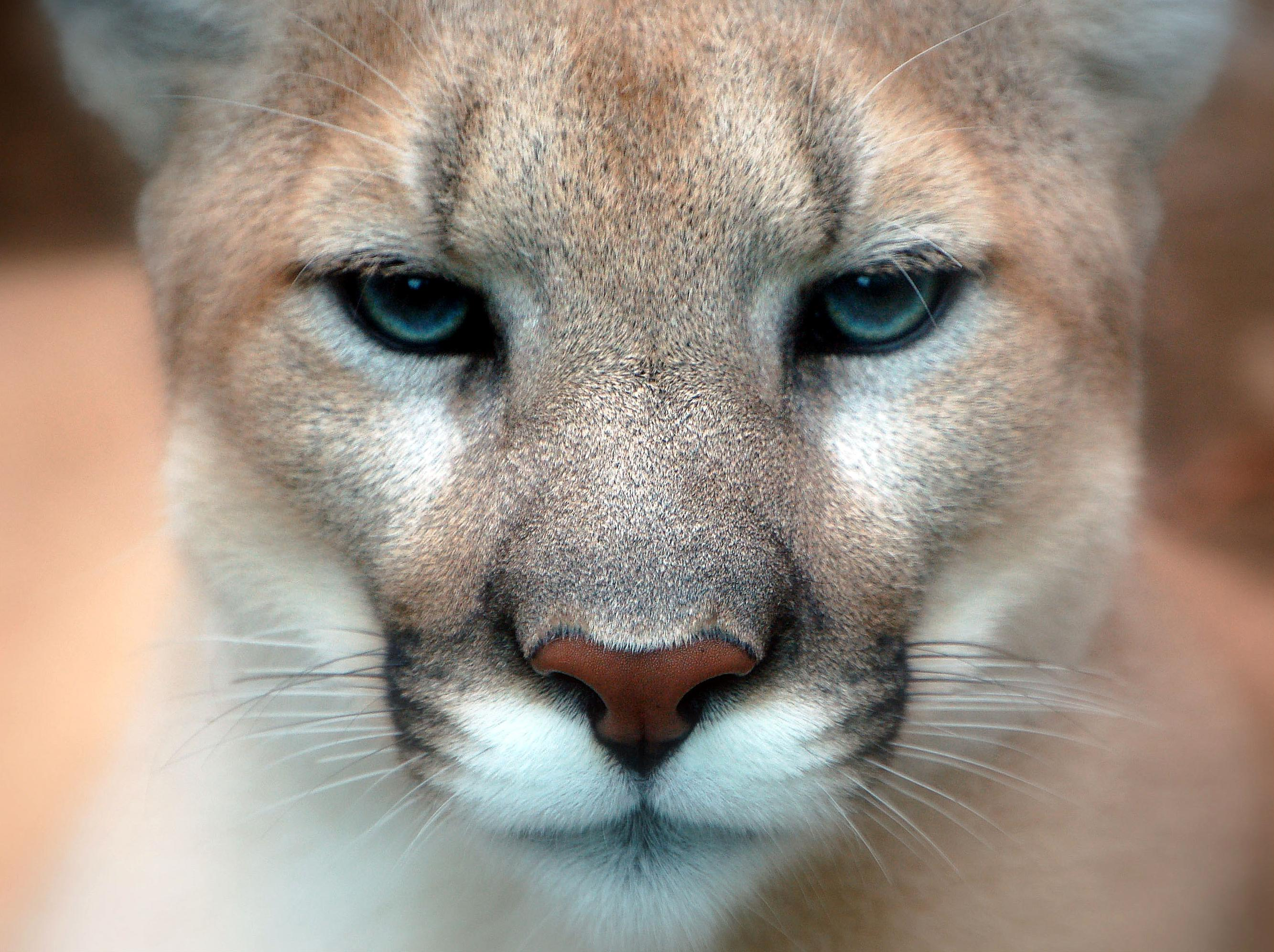
Porträt eines Pumas, 2007.

Am 1. Juli 1999 eröffnete der Zoo ein neues Affen-Gehege mit einer Fläche von 1,01 ha (2.5 acre) mit Innen- und Außengehegen mit zehn Arten von Primaten: Sumatra-Orang-Utans, Westlichen Flachlandgorillas, Lemuren, Schlankaffen und Gibbons. 2006 eröffnete der Zoo ein neues Großkatzen-Gehege mit Löwen, Sibirischen Tigern, Amurleoparden, Schneeleoparden, Pumas und Jaguaren in Gehegen, die den natürlichen Lebensräumen nachempfunden waren. Am 30. Mai 2009 eröffnete der Zoo ein neues Aviarium (Vogelgehege) mit zwei Vogelarten, die in der Wildnis ausgestorben sind: Guamralle und Guam-Liest. Im Juli 2009 wurden die letzten beiden Afrikanischen Elefanten in ein Sanctuary abgegeben.
2010 eröffnete die Ausstellung Creatures of Habitat, bei der auf zehn Stationen verteilt über das Zoogelände gefährdete Tiere durch mehr als 30 lebensgroße Lego-Statuen dargestellt wurden. Die Statuen wurden von dem Lego-Künstler Sean Kenney gestaltet.
Ein neues Rundwege-System wurde 2011 mit dem Treetop Trail eingeführt. Das Zoo360 Animal Exploration Trail System ist ein Netzwerk von Maschenzaun-Wegen mit Durchblicken, die aus erhöhten Steigen und aus Pfaden auf ebener Erde bestehen, entlang denen Tiere durch das Zoogelände wandern können. Weitere Rundwege sind Great Ape Trail, Big Cat Crossing, Gorilla Treeway und Meerkat Maze.
Am 13. April 2013 eröffnete der Zoo den KidZooU (Hamilton Family Children's Zoo and Faris Family Education Center) an Stelle des alten Pachyderm House (Dickhäuter-Haus). Das Projekt ersetzt den alten Children’s Zoo, der seit ca. 50 Jahren bestand. Im KidZooU werden zahlreiche Angebote zur Bildung eines ökologischen Bewusstseins präsentiert, unter anderem rain gardens und Zisternen, Geothermal-Wassererwärmung und begrünte Dächer. Es ist die erste von Leadership in Energy and Environmental Design (LEED) zertifizierte Ausstellung.
Am 29. Dezember 2016 wurde Zenda, der älteste Afrikanische Löwe in einem amerikanischen Zoo, im Alter von 25 Jahren eingeschläfert. Am 20. Februar 2018 wurde Coldilocks, ein 37-jähriger Eisbär eingeschläfert. Auch er hatte das Durchschnittsalter von 23 Jahren bei wildlebenden Bären weit überschritten.
2019 eröffnete der Zoo WildWorks, einen Kletterpfad in 10 m Höhe mit Brücken, Seilbahnen und anderen Hindernissen. Es sind unterschiedliche Schwierigkeitsgrade vorgesehen.

## Attraktionen

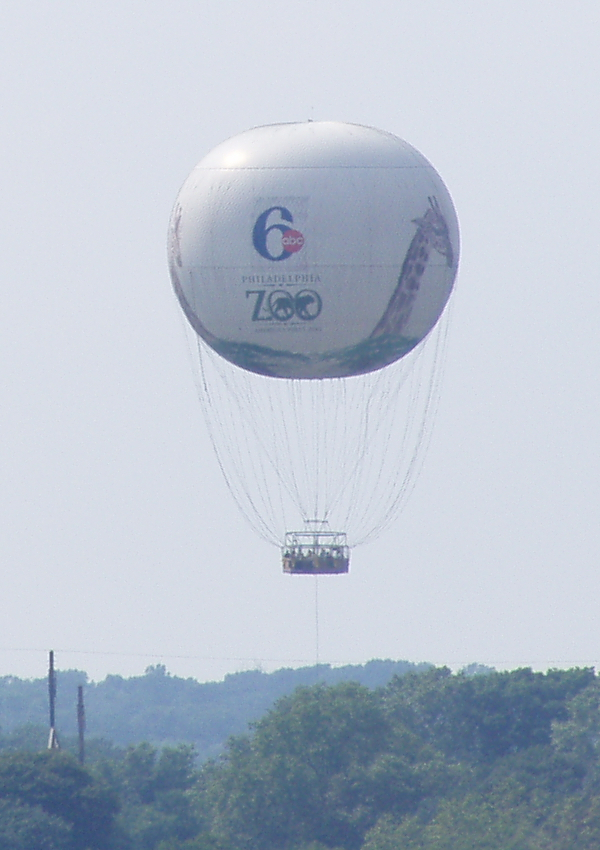
Der Zooballoon 2003.
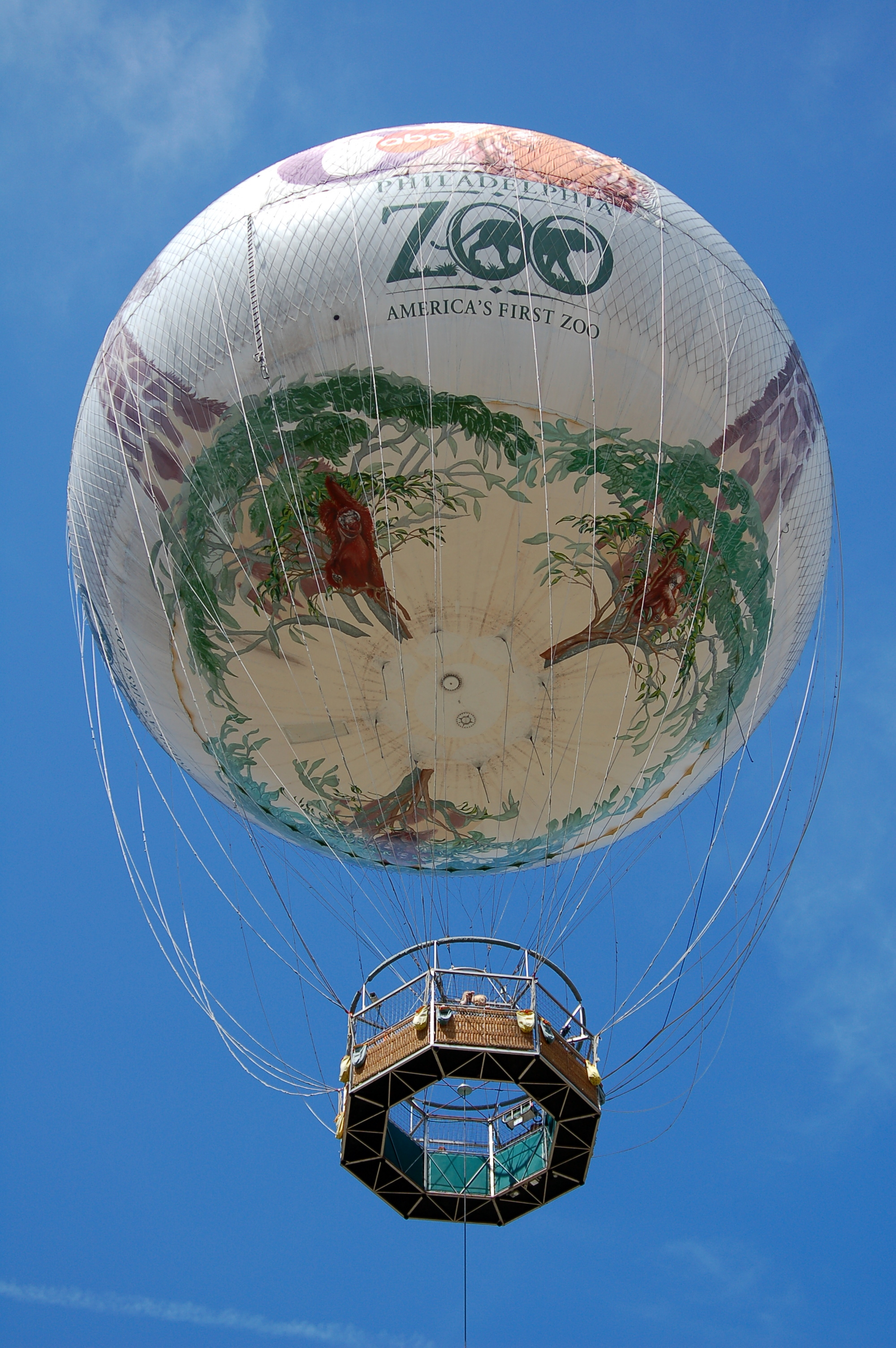
Der Zooballoon vom Abfahrtplatz 2007. Farbe und Design wurden 2008 verändert.
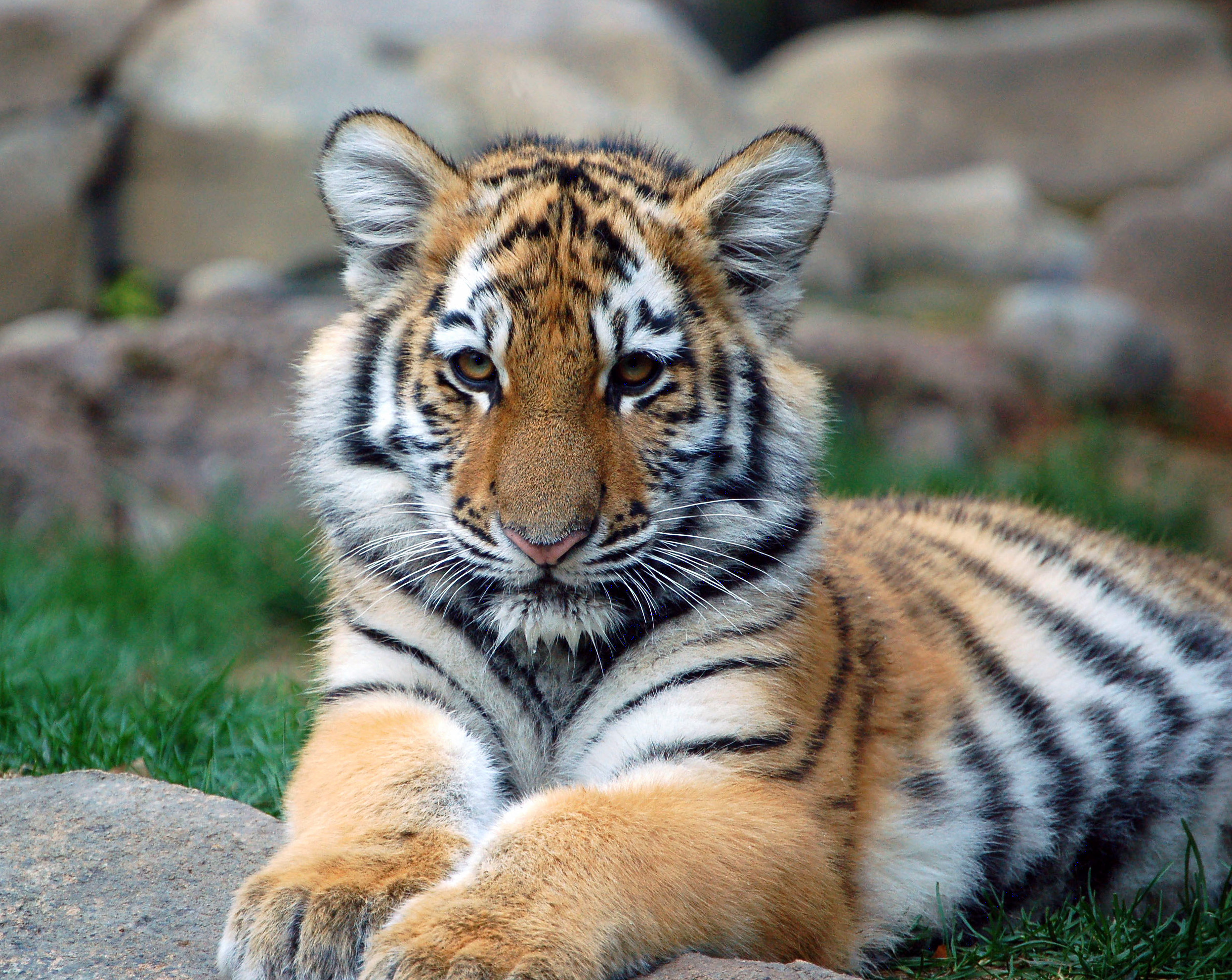
Junger Sibirischer Tiger, 2007.

- Zoo360: Big Cat Crossing, Gorilla Treeway, Treetop Trail, Great Ape Trail, Meerkat Maze — Rundwege für die Tiere.[17]
- The Rare Animal Conservation Center: Ausstellung über einige der bedrohtesten Tierarten der Welt, unter anderem Rodrigues-Flughund, Nacktmull, Blauaugenmaki, Goldenes Löwenäffchen, Tonkin-Schwarzlangur und Weißohr-Springaffe[23][24]
- Hamilton Family KidZooU & Faris Family Education Center: Zooschule für Kinder.[25]
- African Plains: Afrika-Gehege mit Südlichem Breitmaulnashorn, Damagazelle, Pinselohrschwein, Südlicher Hornrabe, Netzgiraffe, Burchell-Zebra und Flusspferd.[26]
- McNeil Avian Center: Aviarium mit vielen Vogelarten aus Afrika und den Inseln im Pazifik; unter anderen Hammerkopf, Marianen-Fruchttaube, Weberstar (Aplonis metallica) und Victoria-Krontaube,[27] sowie Guam-Liest[28],  Guamralle[29] und der stark gefährdete Balistar.[30]
- Bird Valley: Kubaflamingos, Halsband-Wehrvogel und Trompeterschwan.[31]
- Bear Country: Lippenbären und Brillenbären
- Keybank Big Cat Falls: mehrere Katzenarten: Afrikanische Löwen, Sibirische Tiger, Amurleoparden, Schneeleoparden, Jaguare und Pumas.[32]
- Small Mammal House: Kleinsäuger wie Erdferkel, Zwerglori, Erdmännchen, Zwergseidenäffchen, Zwergmaus, Südliche Zwergmanguste, Votsotsa, Hoffmann-Zweifingerfaultier und Gemeiner Vampir.[33]
- Monkey Junction: Braunkopfklammeraffen und Braune Klammeraffen.[34]
- Outback Outpost: Emus und eine Gruppe Roter Riesenkängurus.[35]
- PECO Primate Reserve: eröffnet 1999 mit Sumatra-Orang-Utans, Westlichen Flachlandgorillas, Gibbons, Gewöhnlicher Totenkopfaffe, sowie vier Spezies von Lemuren: Fingertier, Schwarzweißer Vari, Coquerel-Sifaka und Katta.[36]
- Penguin Point: eröffnet 2018 als Umbau des Eisbärgeheges für 22 Humboldt-Pinguine.
- The Reptile and Amphibian House: Amphibien und Reptilien, unter anderen Riesenschildkröten, Krokodilen und gefährdeten Amphibienarten wie Panama-Stummelfußfrosch, sowie Königskobra;[37] Im Sommer kann man im Außengehege Aldabra-Riesenschildkröte und Galapagos-Riesenschildkröte bewundern.[38][39]
- Water is Life: Riesenotter[40] Kleiner Panda[41], Kanadischer Luchs[42] und Fossa.[43]
- Wings of Asia: Voliere mit Goldfasan, Satyrtragopan, Temmincktragopan, Perlhalstaube und Weißhaubenhäherling.[44]

Für Besucher gibt es spezielle „Behind-the-scenes“-Führungen, sowie Übernachtungen für Pfadfindergruppen, Familien und Jugendgruppen. Eine Konzertreihe im Sommer und weitere jahreszeitliche Veranstaltungen, wie Boo at the Zoo (Halloween), das Summer Ale Festival, und die Global Conservation Gala gehören zur Öffentlichkeitsarbeit des Zoos.

## Galerie

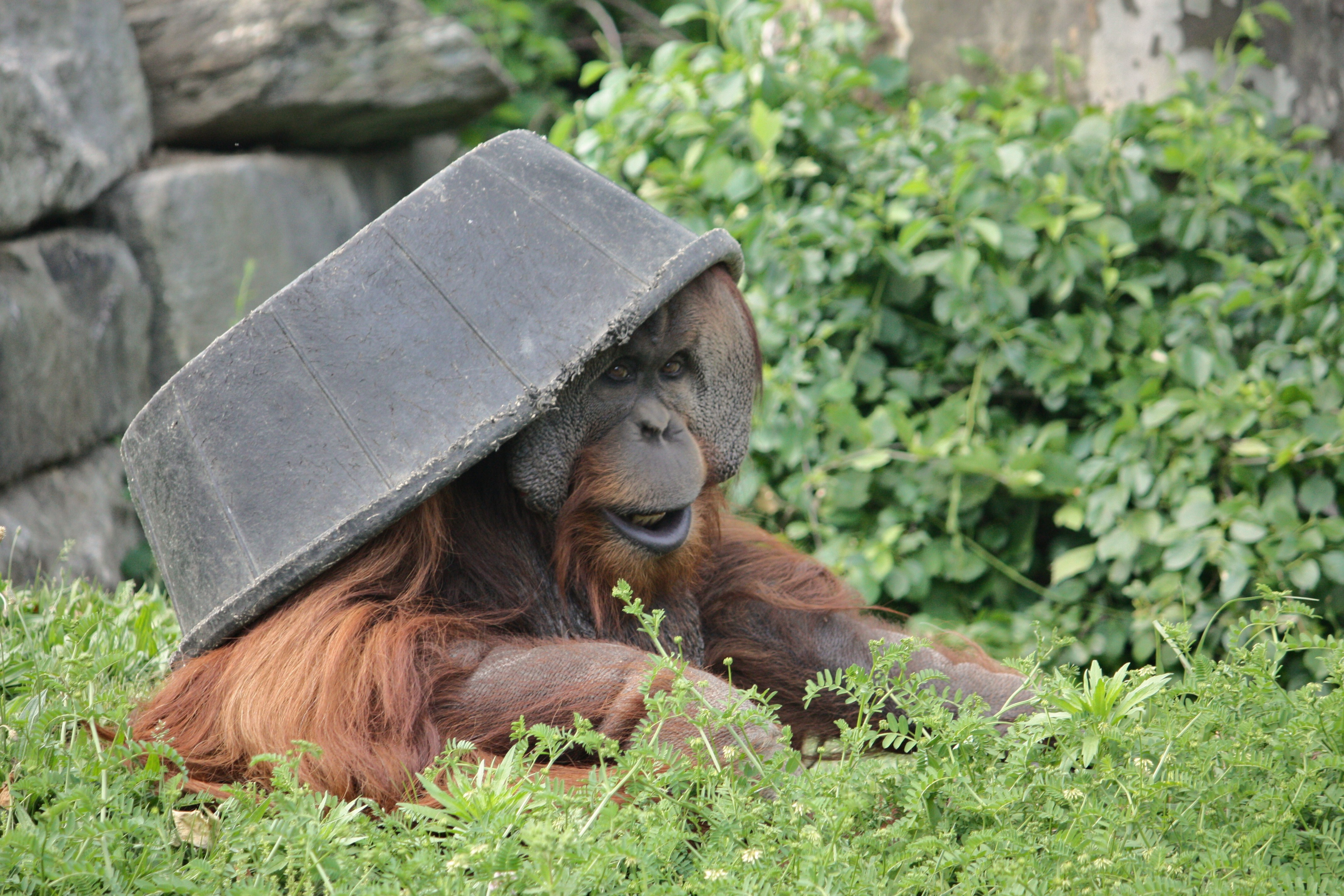
Sumatra-Orang-Utan
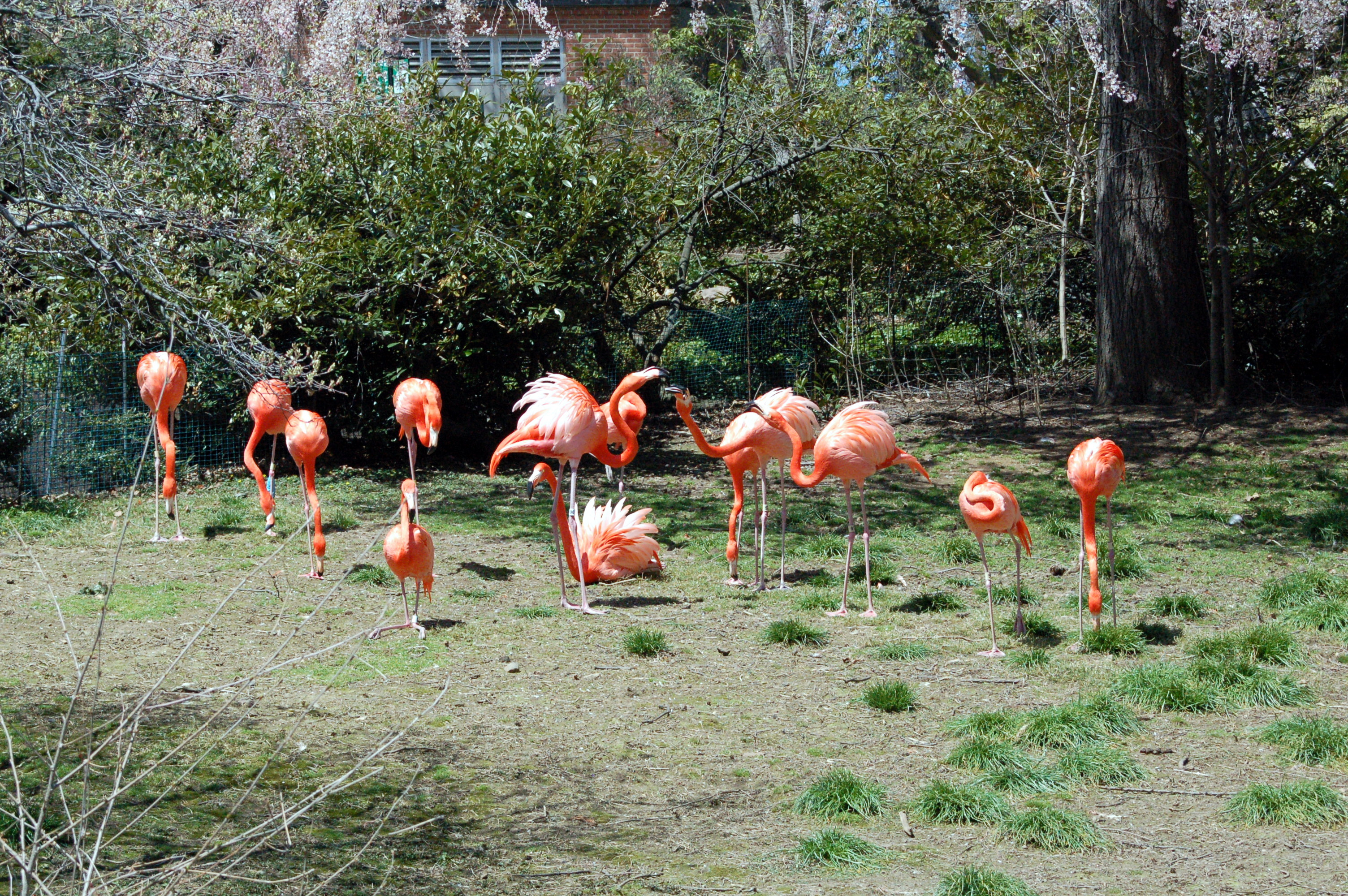
Flamingos
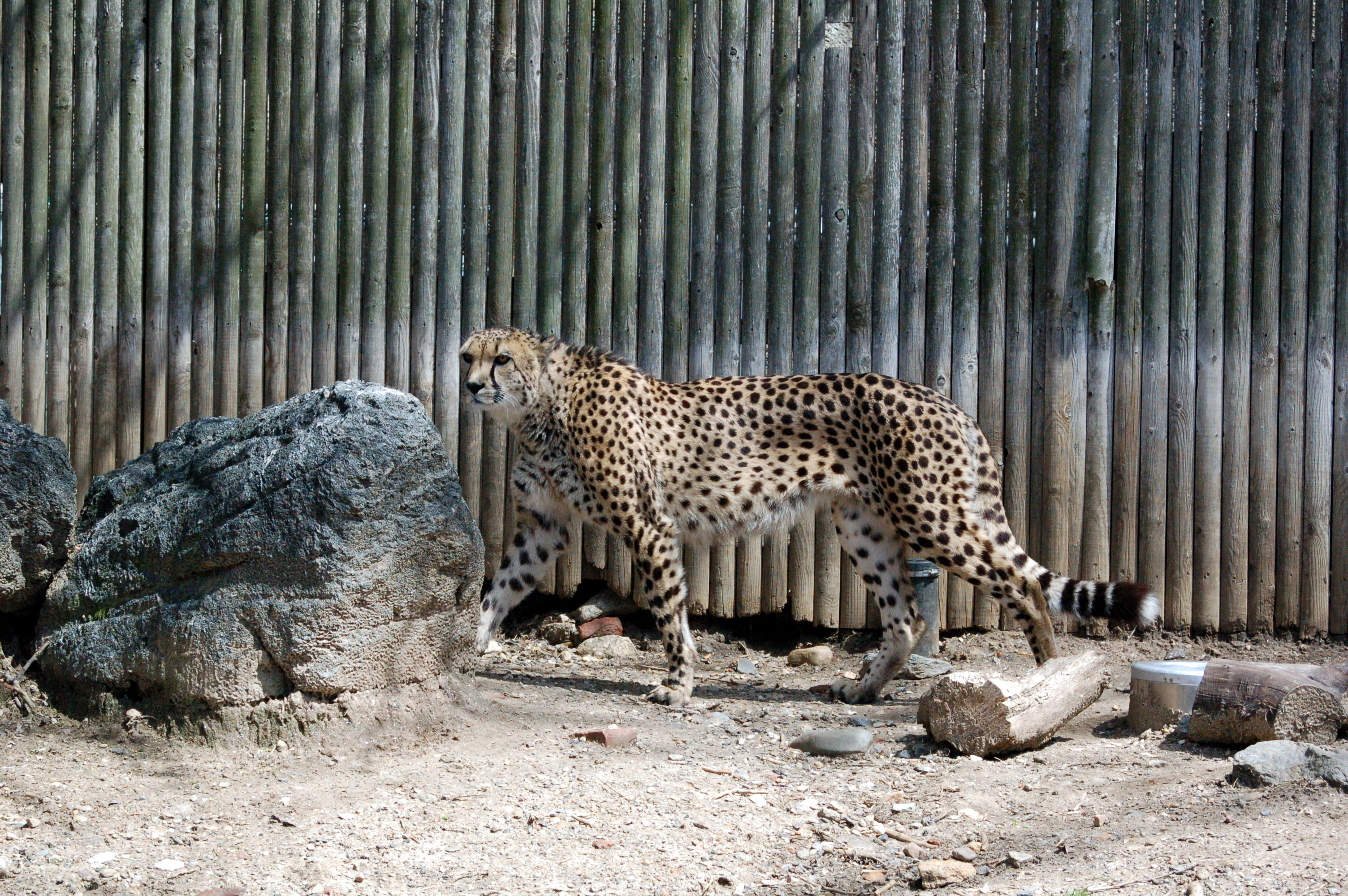
Gepard
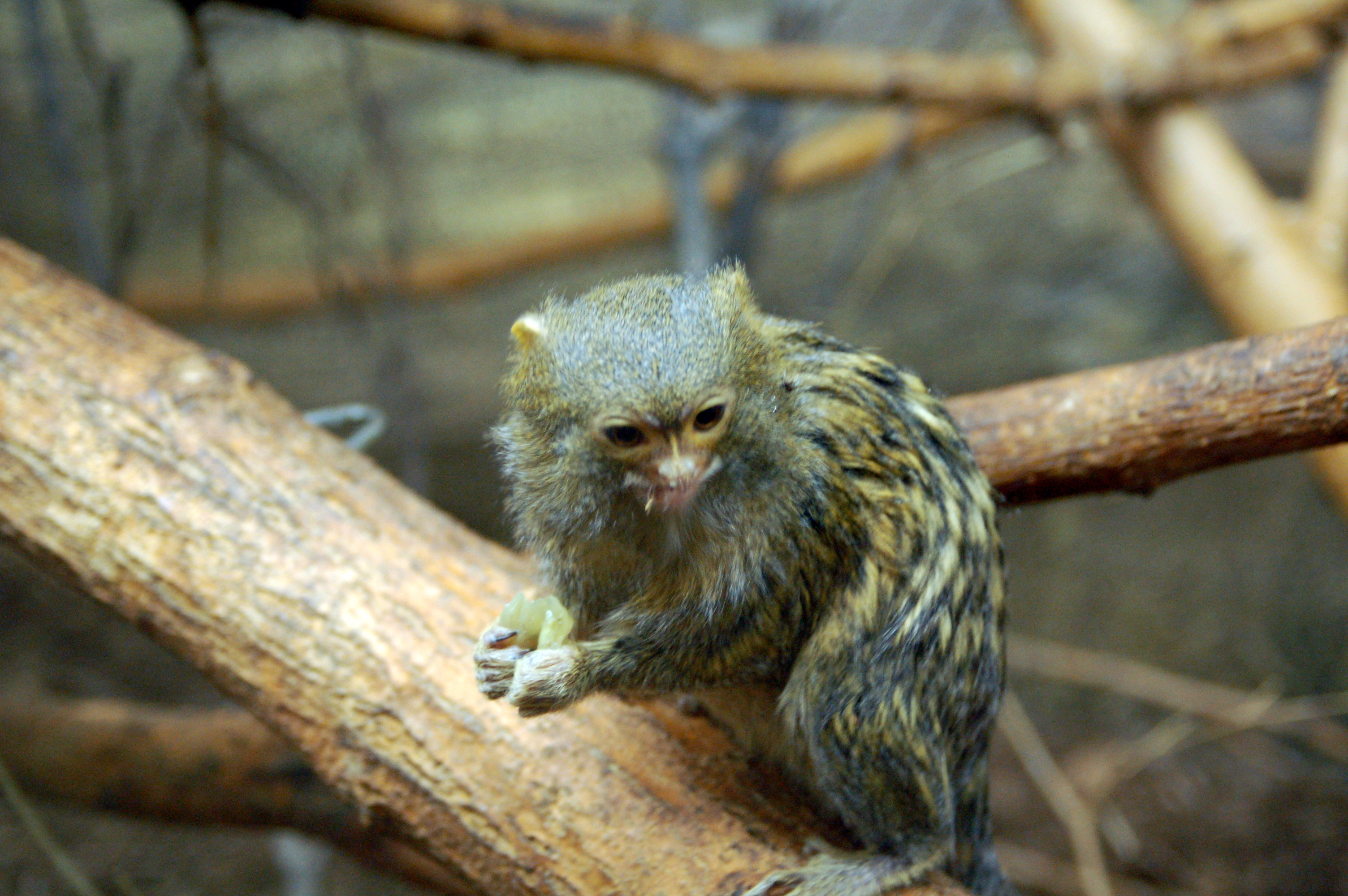
Zwergseidenäffchen
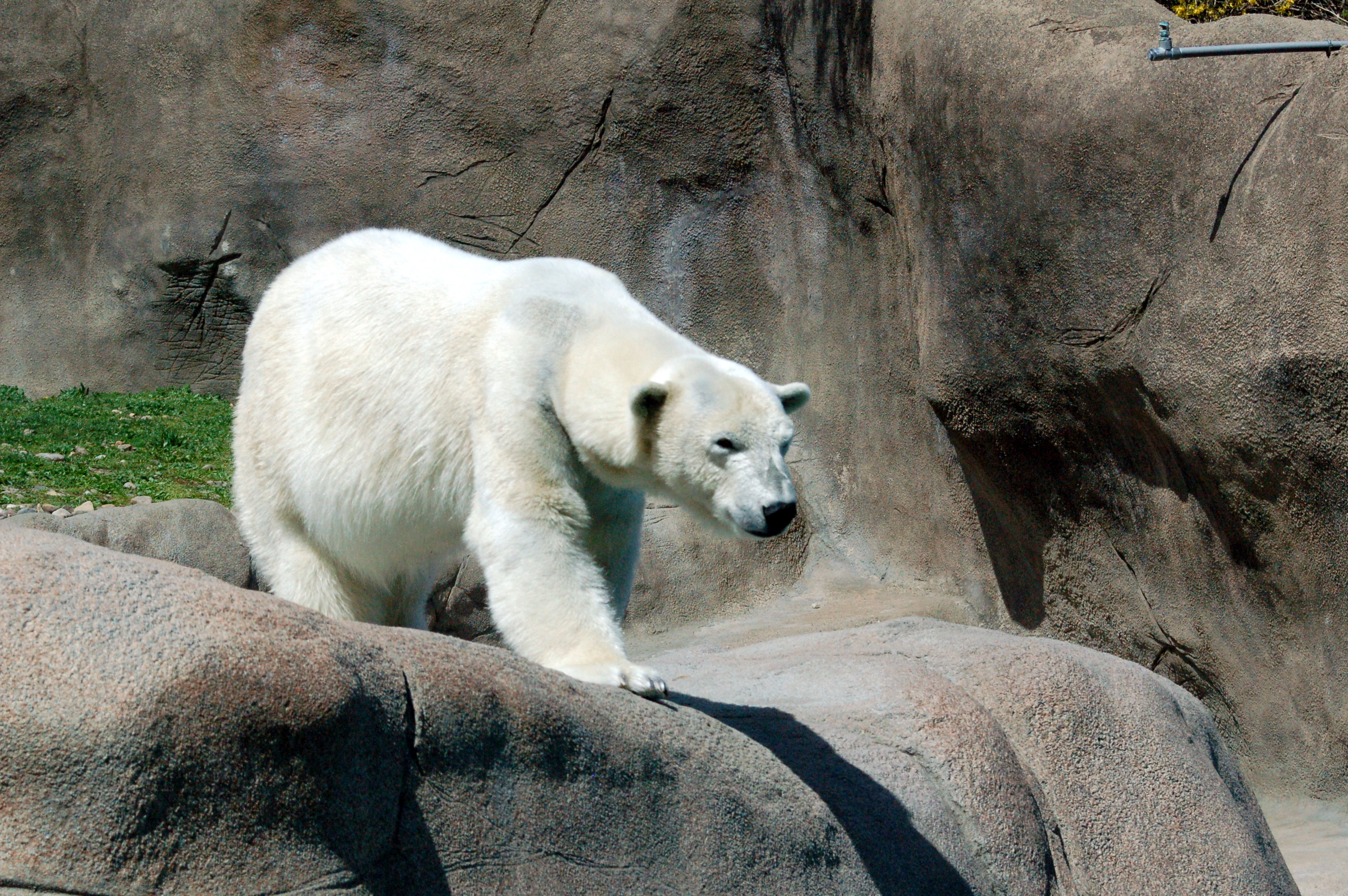
Eisbär
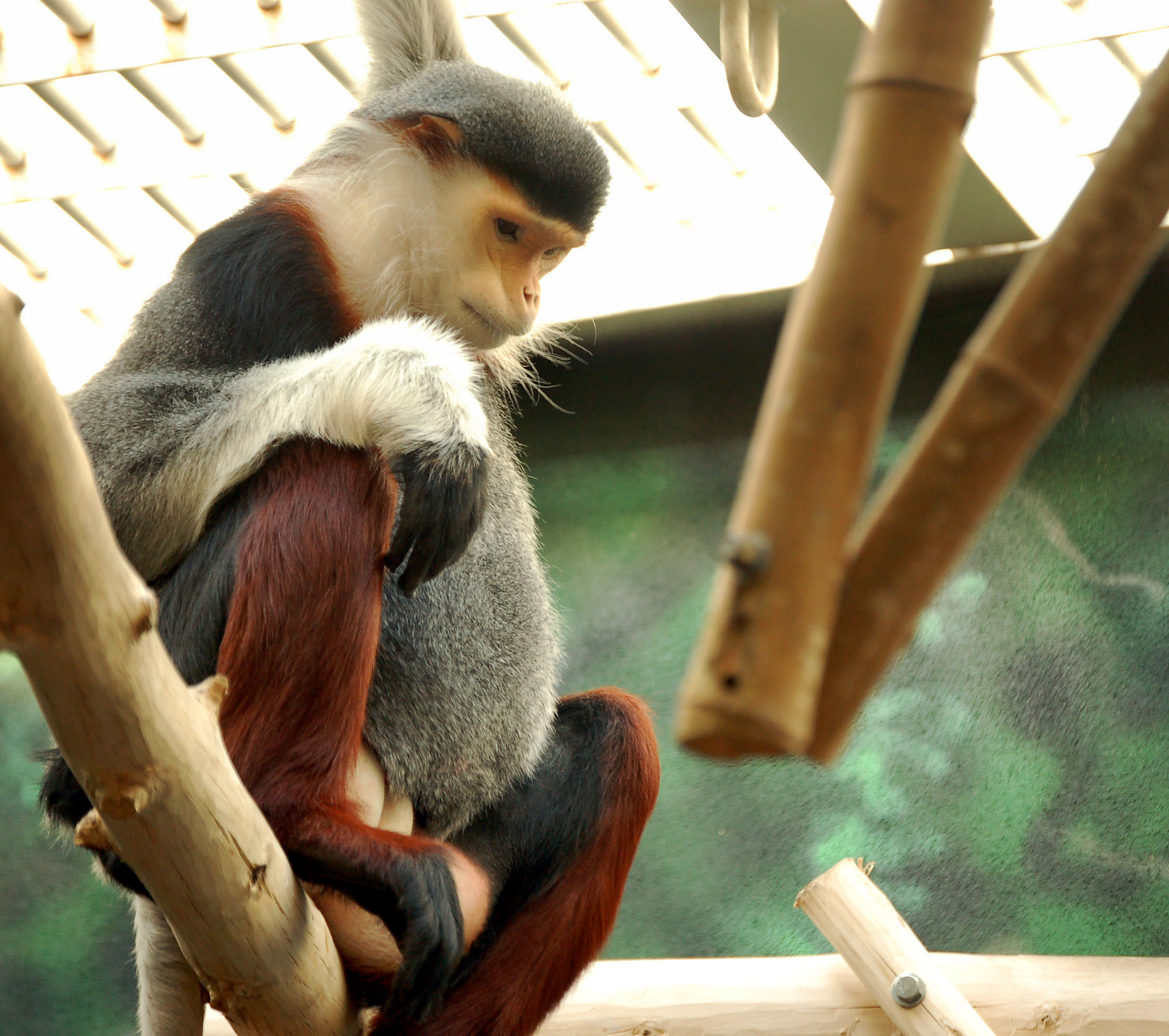
Rotschenkliger Kleideraffe